# لری وال
لَری وال (Larry Wall؛ زاده ۲۷ سپتامبر ۱۹۵۴) برنامه‌نویس رایانه و سازنده زبان برنامه‌نویسی پرل است.

## زندگی شخصی
وال در لس آنجلس و سپس Bremerton، واشینگتن بزرگ شد. قبل از شروع تحصیلات عالی در دانشگاه ایلینوی اقیانوس آرام (سال ۱۹۷۶) در رشته شیمی و موسیقی و بعد از آن چندین سال در مرکز محاسبات دانشگاه قبل از فارغ‌التحصیل شدن با مدرک لیسانس بر روی زبان‌های طبیعی و مصنوعی کار می‌کرد. او در زندگی عادی خود به دور از مشغله‌های کامپیوتری به شوخ‌طبعی و در برخی از مواقع طعنه آمیزی معروف بود و در این سو هم حرف‌های زیادی را هم به صورت شفاهی و هم به‌صورت کتبی به دید اجتماع رساند.
اموزش‌های لری وال به عنوان یک زبان‌شناس در کتاب‌ها، رسانه و دیگر قسمت‌های جامعه مشهود بود و همین باعث تغییر دید او در ساخت زبان برنامه‌نویسی پرل شده بود

## سوابق کاری
لری وال به انگلیسی (Larry Wall) دو بار برنده مسابقه کد مبهم شده و دارنده اولین جایزه پیشرفت نرم‌افزار آزاد در سال ۱۹۹۸ است، او در ساخت و توسعه کتاب پرل کوک به انگلیسی (perl Cookbook) خود را به‌طور چشم‌گیری نمایان کرده است، او همزمان در حالی که در System Development Corporation کار می‌کرد، در حال توسعه مفسر و جزئیات تکمیلی زبان پرل بود، که البته بعدها جزئی از ان، بخشی از Unisys شد

## زبان پرل و دیدگاهی جدید!
لری وال در ساخت زبان برنامه‌نویسی پرل دید جدیدی را به کار می‌برد، برای مثال او به‌جای استفاده از کلماتی مانند (متغیر (برنامه‌نویسی)، عملگرد یا دسترسی) از کلماتی مانند (اسم، فعل، کلید) استفاده می‌کرد، به شکلی که به صورت کاملاً منطقی زبان پرل را گسترش و همزمان کتابی در رابطه با آن می‌نوشت.

## اعتقادات
او سال‌های قبل در سخنرانی‌ها و کنفرانس‌های مختلف، از جمله سال ۱۹۹۹ ایمان خود را در جامعه بازگو کرده است.